# الآنسة (فلم 2023)
الآنسة (بالإنجليزية: Damsel) هو فيلم فانتازيا سوداء أمريكي صدر عام 2024، من إخراج خوان كارلوس فريسناديو وتأليف دان مازو. تلعب ميلي بوبي براون دور إيلودي، وهي شابة تقبل عرض زواج لتكتشف أنها تُستخدم لسداد ديون قديمة لعائلة ملكية، وعليها الآن الهروب والنجاة من هجمات التنين الكامن في الهاوية. أما بقية الممثلين الرئيسيين فهم راي وينستون، ونيك روبنسون وشهره أغداشلو، وأنجيلا باسيت، وروبن رايت.
بدأ عرض الفيلم على نتفليكس في 8 مارس 2024، وحظي بآراء متباينة من النقاد.

## القصة
قاد أول ملك لأوريا هجومًا فاشلًا على تنين يقيم في مملكته. قُتل جميع رجال الملك، تاركين الملك تحت رحمة التنين.
بعد قرون، تلقت إيلودي، ابنة اللورد بايفورد، عرضًا من الملكة إيزابيل ملكة أوريا للزواج من ابنها الأمير هنري. بناءً على إلحاح والدها، وافقت إيلودي على الزواج حتى يُساعد مهرها شعبهم الفقير. عند وصولهما إلى أوريا، لم يكن إيلودي وهنري مهتمين ببعضهما البعض في البداية، لكنهما بدآ يترابطان حيث تشاركا الرغبة في السفر. بدأت زوجة أب إيلودي، الليدي بايفورد، تشك في دوافع الملكة إيزابيل، مما دفعها إلى التوسل إلى إيلودي دون جدوى لإنهاء الخطوبة.
بعد الزفاف، شارك إيلودي وهنري في طقوس قديمة في الجبال، يُفترض أنها للاحتفال بزواجهما. تصف إيزابيل العهدَ بين الملك الأول والتنين، حيث اضطر للتضحية ببناتها الثلاث لضمان السلام بين شعبه والتنين. بعد مراسم قطع أكفّهم وضمّها معًا، حمل هنري إيلودي عبر الممر الضيق فوق عرين التنين، ثمّ، بناءً على طلب إيزابيل، رماها في الهاوية.
بعد أن تعافت إيلودي من السقوط، أدركت أنها قربان . هربت من التنين بعد أن أحرق ساقها، واكتشفت كهفًا مضاءً مليئًا بديدان القزّ المتوهجة، التي جمعتها كمصدر للضوء. وصلت إيلودي إلى غرفة تحمل رسالة "آمن هنا لا تستطيع الوصول إليه"، وأسماء ضحايا سابقين، وخريطة محفورة على الجدار. وبينما كانت إيلودي نائمة، شفت الديدان الحرق في ساقها.
تتبع إيلودي الخريطة إلى طريق مسدود عند منحدر عمودي مرتفع على سفح الجبل. اكتشفت بقايا صغار تنين ميتة، موضحةً سبب التضحيات الملكية. وصلت فرقة إنقاذ بقيادة اللورد بايفورد. قتلهم التنين، بمن فيهم اللورد بايفورد، لكن هذا التشتيت سمح لإيلودي بالهروب من الجبل. أخذت أحد خيول فرقة الإنقاذ واختبأت تحت صخرة بينما أحرق التنين المنطقة المحيطة في مطاردة فاشلة.
بعد أن تنبهت إيزابيل إلى فشل تضحية إيلودي، لجأت إلى اختطاف فلوريا، شقيقة إيلودي الصغرى، كبديلة لها. بعد أن علمت بذلك من السيدة بايفورد اليائسة، عادت إيلودي إلى الجبل لإنقاذ فلوريا، التي تركها التنين حية كطُعم.
قامت إيلودي بتدبير حيلة للوصول إلى فلوريا. طلبت من أختها الاختباء، وواجهت التنين وحاولت إقناعها بأنهما خدعا من قبل الأوريين: بضم أيديهما المقطوعة في حفل الزفاف، اختلطت دماء العرائس ودماء أفراد العائلة المالكة الأوريين، مما جعل التنين يعتقد أن الأميرات من أصل أورياني. رفض التنين تصديق إيلودي، فأعلن أن اعتداء الملك الأول لم يكن مبررًا، ثم هاجمها. تقاتل الاثنان حتى خدعت إيلودي التنين فأحرقت نفسها. وإذ كانت التنين تحت رحمتها، أقنعت التنين بالحقيقة وشفت كليهما بالديدان المتوهجة.
ثم قاطعت إيلودي حفل زفاف ضحية أخرى في القصر، كاشفةً خيانة العائلة المالكة الأورية. نصحت إيلودي العروس الجديدة وعائلتها بالفرار، فأحرق التنين القصر بكل أفراد العائلة المالكة والنبلاء الأوريين بداخله. نادمًا على أفعاله، يُرى هنري وقد تقبل مصيره. بعد أيام، أبحرت إيلودي وفلوريا والسيدة بايفورد إلى ديارهم، محملين بالمؤن، برفقة التنين، الذي يُفترض أنه سيتولى حماية مملكة إيلودي جزاءً على قتل والدها والفتيات البريئات ، ولرحمتها بالتنين لإنقاذها حياتها.

## طاقم الممثلين
- ميلي بوبي براون بدور إيلودي، شابة من أرض شمالية مجهولة.
- راي وينستون بدور اللورد بايفورد من أرض شمالية مجهولة، ووالد إيلودي.
- أنجيلا باسيت بدور الليدي بايفورد، زوجة اللورد بايفورد وزوجة أب إيلودي.
- بروك كارتر بدور فلوريا، شقيقة إيلودي الصغرى.
- نيك روبنسون بدور الأمير هنري، أمير أوريا.
- روبن رايت بدور الملكة إيزابيل، ملكة أوريا ووالدة الأمير هنري.
- ميلو تومي بدور الملك رودريك، زوج أوريا ووالد الأمير هنري.
- نيكول جوزيف بدور الأميرة فيكتوريا، إحدى الأميرات السابقات اللواتي قُدِّمن تضحيات للتنين.
- شهرة أغداشلو بدور صوت التنين، تنين مجهول يطلب التضحيات من أميرات أوريا.

## الاستقبال

### عدد المشاهدات
وفقًا لـ نتفليكس، حصد الفيلم 35.3 مليون مشاهدة (أو 64.8 مليون ساعة) في أول ثلاثة أيام من عرضه، ليحتل المركز الأول في 79 دولة. بين ظهوره الأول ونهاية يونيو، ارتفع إجمالي المشاهدات إلى 143 مليون، مما يجعله الفيلم الأكثر مشاهدة على نتفليكس في النصف الأول من عام 2024.

### الاستقبال النقدي
تلقى الفيلم آراءً متباينة. على موقع تجميع المراجعات "روتن توميتوز"، كانت 57% من 125 مراجعة إيجابية، بمتوسط تقييم 5.5/10. وجاء إجماع الموقع على النحو التالي: "فيلم "الآنسة" يتميز ببطلة أكشن جذابة، ميلي بوبي براون، التي غالبًا ما يكون أداؤها الجريء كافيًا للموازنة مع قصة الفيلم الضعيفة وتأثيراته غير المقنعة أحيانًا." أما موقع ميتاكريتيك، الذي يستخدم متوسطًا مرجحًا، فقد منح الفيلم درجة 46 من 100، بناءً على 28 ناقدًا، مما يشير إلى مراجعات "متباينة أو متوسطة".

## روابط خارجية
- مقالات تستعمل روابط فنية بلا صلة مع ويكي بيانات